# Leonardo Miggiorin
Leonardo Moreira Miggiorin (n. 17 ianuarie 1982) este un actor brazilian.

## Filmografie

### Televiziune
| 2012 | Malhação                        | Leandro Maciel                                           |
| 2011 | Insensato Coração               | Roni Fragonard                                           |
| 2009 | Viver a Vida                    | Flavinho (Flávio Vilela)                                 |
| 2009 | Som & Fúria                     | Patrick                                                  |
| 2009 | Toma Lá, Dá Cá                  | Dirceuzinho (No episódio "Família é Quadrilha")          |
| 2008 | TV Xuxa - Quadro "Show de Babá" | ele mesmo                                                |
| 2008 | Toma Lá, Dá Cá                  | Dirceuzinho (No episódio "A Importância de Ser Copélia") |
| 2007 | A História de Poty              | Garoto-Propaganda do Cinema                              |
| 2007 | Sob Nova Direção                | Apolo (No episódio "Cuidado com os Gêmeos")              |
| 2006 | Cobras & Lagartos               | Tomás Pasquim Montini                                    |
| 2006 | Surto                           | ...                                                      |
| 2005 | Essas Mulheres                  | Pedro Lemos Camargo                                      |
| 2004 | Senhora do Destino              | Shaolin (Políbio Vieira dos Santos)                      |
| 2003 | Femei îndrăgostite              | Rodrigo Andrade de Melo                                  |
| 2001 | Presença de Anita               | Zezinho                                                  |
| 1999 | Flora Encantada                 | Gafa                                                     |